# بطلميس (برقة)
بَطْلَمَيْس (باليونانية: Πτολεμαΐς، نقحرة: Ptolemais) مدينة تاريخية أنشئت القرن الثالث قبل الميلاد ميناء بحري لمدينة برقة قرب (المرج)، واعتبرت في بعض الأوقات إحدى عواصم مقاطعة البنتابوليس الليبية.

## التاريخ

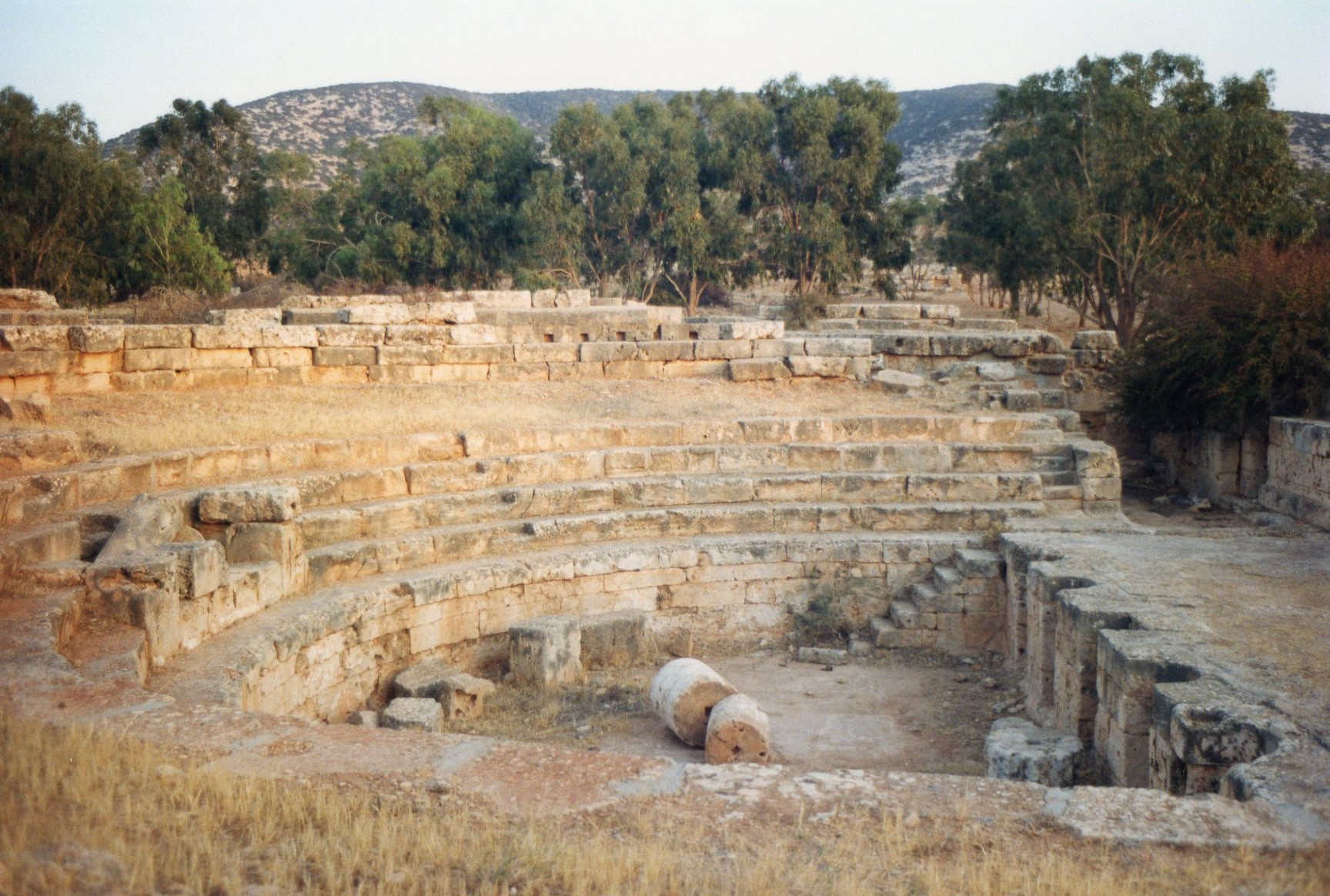
مسرح يوناني

### التأسيس
تأسست في القرن السابع والسادس قبل الميلاد من خلال مستوطنين من مدينة برقة حتى أطلق بطليموس الثالث فيلادلفيوس أحد ملوك مصر 258- 246.م اسمه عليها وذلك احتفاء وتخليدا لزواجه من الأميرة برنيق أميرة قورينا (برنيشه ابنة ماجوس ملك قورينا)، في عام 96.ق.م
انتهى الحكم البطلمي في برقة بعد أن اخترقها النفوذ الروماني، وعُيّن أول حاكم له فيها سنة 74 ق.م.

### العهد الروماني

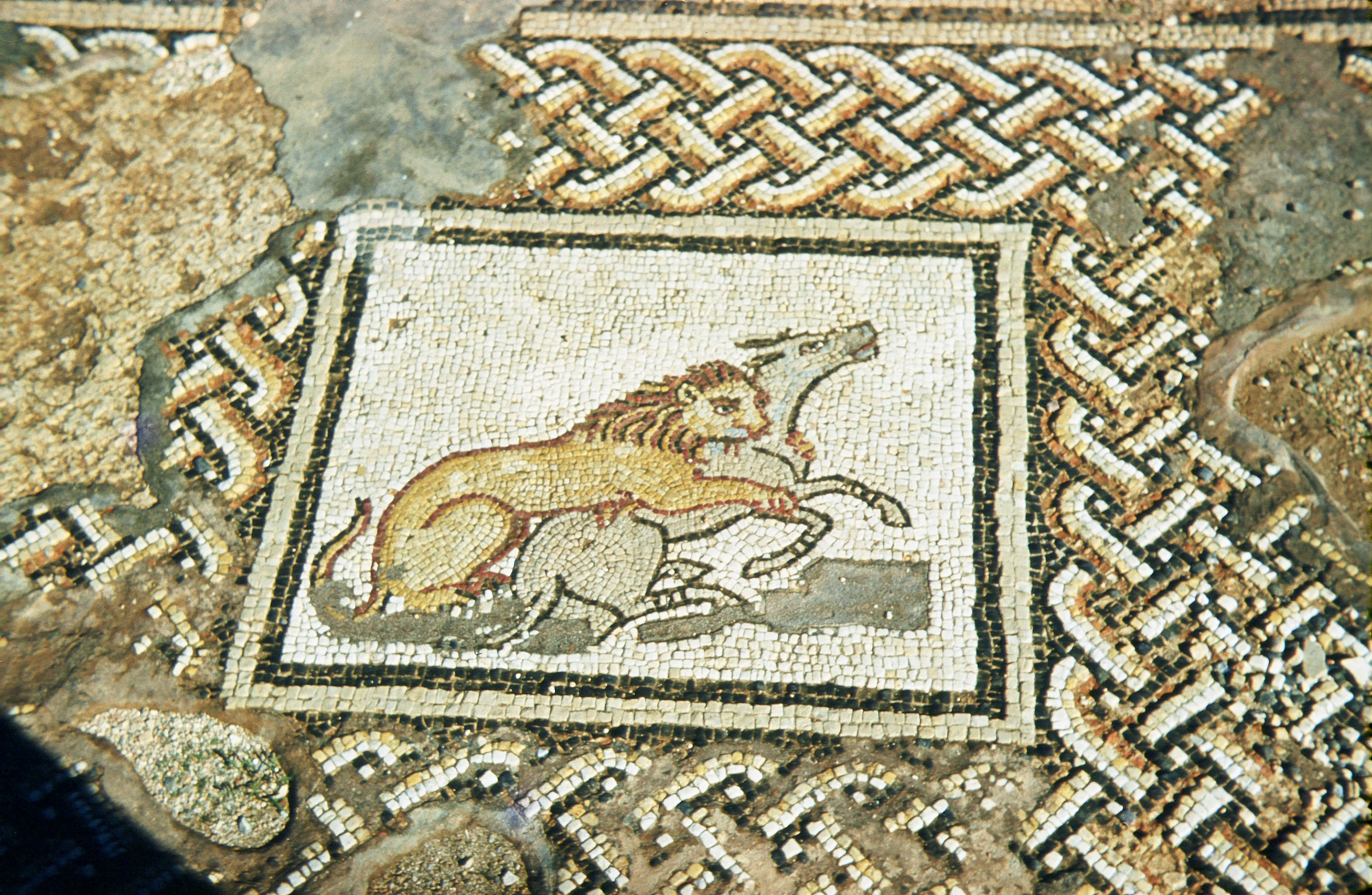
فيسفساء رومانية

ازدهرت طلميثة أيما ازدهار في العصر الروماني، إذ أنها أصبحت في عهد الإمبراطور ديوقليسيان عاصمة إقليم برقة كله ونعني بالإقليم نظام المدن الخمس أو البنتابوليس من حيث الأهمية والمكانة، مدينة برقة (المرج القديمة) التي أصبحت عصرئذ أشبه بقرية صغيرة، واحتلت مكانة مدينة قورينا شحات فأنشئت فيها القصور الخاصة (كقصر الفصول الأربعة) و(قصر الأعمدة) وهذا الأخير يرفل بأدق وأصغر وأجمل أنواع الفسيفساء وقد زودت المدينة بالماء الوافي والكافي وذلك ببناء آبار متشعبة الأطراف مائلة تحت ما يعرف بساحة المدينة العالية (الفوروم) هذا إلى جانب خزان مائي كبير وذلك لتزويد المدينة بالماء ولا تزال أطلال هذا الخزان ماثلة للعيان وهو واحد من أضخم صهاريج خزان المياه بشمال أفريقيا والعالم آنئذ ولطلميثة مسرحان رومانيان اثنان ومدرج يقع داخل مقلع الأحجار القديمة حيث يقوم هنا أيضا الضريح الهيليني الضخم الشبيه بالقباب ويمثل هذا الضريح الواقع غربي المدينة جبانة مخصصة لحكام برقة البطالمة.
لبطولوميس مسرح يوناني منحوت يربض بجانب الجبل من خلف المدينة ويرجح أن يكون هذا المسرح قد أنشئ في العهد نفسه كما يرجح أن البوابة القريبة لسور المدينة والتي كانت تعرف ببوابة (توكرة) قد أنشئت في عهد يوناني أو روماني متأخر.
وفي عصر الإمبراطور قسطنطين أقام سكان إقليم المدن الخمس الغربية: أبولونيا (سوسة)، قورينا (شحات)، وبطوليمس (طلميثة)، توخيرا (توكرة) وبرنيق (بنغازي) قوس نصر على الشارع الرئيسي في المدينة اعترافا منهم واعتزازا بإمبراطورهم المظفر. كما شيد خلال القرن الخامس الميلادي عدد كبير من الكنائس وفي مطلع القرن الخامس الميلادي رسم الكاتب الألمعي الفيلسوف سيلوسيوس أسقفا لمدينة طلميثة وقد خلف لنا هذا الأسقف عددا وافرا من الرسائل والمقالات التي تنبئنا وتكشف لنا عن الأوضاع السياسية والاقتصادية والاجتماعية للمدن الخمس، وذلك في الفترة التي أخذت فيها القبائل البدو المعرفة بقبائل (الإسترياني) تغزو هذه المدن ومع نهاية القرن الخامس الميلادي أصيبت خزانات المياه بعطب كبير الأمر الذي دفع حكام المدينة إلى نقل عاصمتهم إلى أبولونيا (سوسة) مما أدى إلى نزوح معظم سكان طلميثة عن ديارهم إلا أن الإمبراطور جوستنيان وكمحاولة منه لإعادة الحياة إلى المدينة بنى لها قناة جديدة تحمل المياه من ينابيع وادي جبون في الشرق من المدينة ولا تزال آثار تلك القناة ماثلة للعيان بالقرب من الجسر الروماني خارج أسوار المدينة الشرقية كما أعاد جوستيان بناء الحمامات البيزنطية وللبيزنطيين في طلميثة قصر بقاعة ثلاثية الجوانب آثاره ماثلة في قطاع الحفريات الجديدة

### العهدالإسلامي
مما لا شك فيه أن الاصطلاحات التي أجريت على المدينة مكنتها من العيش والبقاء حتى الفتح العربي في العام 642.م وقضاءه على الحكم البيزنطي وقد عاشت طلميثة قرابة قرون ثلاثة في ظل الفتح العربي الإسلامي للبلاد وكانت ميناء لمدينة المرج القديمة التي جعلها العرب العاصمة الجديدة للشق الشرقي من ليبيا، وفي تلك الفترة أصبحت مرفأ حربيا وتجاريا هاما وكانت منيعة الحصون والأسوار ومزدحمة بالسكان. إن من أهم الآثار التي تقع خارج المدينة باب توكرة والمسرح اليوناني ومضمار السباق والمدافن الطلمية والصهريج الكبير بالإضافة إلى كنوز أخرى تتلألأ الآن في متحف طلميثة.